# جامعه‌شناسی صنعتی
جامعه‌شناسی صنعتی (به انگلیسی: Industrial sociology) تا همین اواخر یک حوزه مهم پژوهشی در زمینه جامعه‌شناسی کار می‌آمد و به بررسی جهت و پیامدهای روند تغییر فناوری، جهانی شدن، بازارهای کار، سازمان کار، شیوه‌های مدیریت و  روابط استخدامی تا حدی که این گرایش‌ها به‌طور تنگاتنگی با تغییر الگوهای نابرابری در جوامع مدرن و تجربیات متغیر افراد و خانواده در ارتباط با شیوه‌هایی مرتبط است که کارگران به چالش می‌کشند، مقاومت می‌کنند و مشارکت خود را در الگوی کار و شکل‌گیری موسسات کاری انجام می‌دهند.

## نظریه فرایند کار
یکی از شاخه‌های جامعه‌شناسی صنعتی نظریه فرایند کار (LPT) است. در سال ۱۹۷۴، هری براورمن کتاب «نیروی کار و سرمایه انحصاری» را نوشت که در آن مدیریت علمی را بررسی انتقادی و روابط سرمایه‌داری مولد را از دیدگاه مارکسیستی تجزیه و تحلیل کرده‌است. به دنبال کارل مارکس، براورمن استدلال کرد کار در سازمان‌های سرمایه‌داری استثمارگر و بیگانه کننده است و بنابراین کارگران باید به بندگی وادار شوند. برای براورمن، پیگیری منافع سرمایه‌داری در طول زمان در نهایت منجر به خلع سلاح و هنجار‌ی‌سازی کارگر می‌شود.  تیلوریست طراحی کار تجسم نهایی این گرایش است.
براورمن چنین مکانیسم کنترل را در نیروی کار یقه آبی و معنوی یقه سفید نشان داد. سهم کلیدی وی تز "deskilling" اوست. براورمن استدلال می‌کرد صاحبان سرمایه و مدیران سرمایه‌داری به‌طور مداوم به دنبال کاهش نیروی کار برای کاهش هزینه‌های تولید هستند. و بهره‌وری بالاتر را تضمین می‌کند. نیروی کار ماهر ارزان است و به دلیل عدم مشارکت مستقیم کارگران در فرایند تولید ، کنترل آنها آسان است. به نوبه خود کار از نظر فکری یا احساسی ناتمام است. عدم وابستگی سرمایه‌داران به مهارت‌های انسانی نیاز کارفرمایان به پاداش کارگران را به هر نحوی جز در حداقل روش اقتصادی کاهش می‌دهد.
سهم براورمن در جامعه‌شناسی کار و صنعت (به عنوان مثال، جامعه‌شناسی صنعتی) مهم بوده‌است و نظریه‌های او در مورد روند کار همچنان به آموزش و پژوهش کمک می‌کند. با این حال، اندرو فریدمن در کتاب «صنعت و کار» (۱۹۷۷) تز براورمن را مورد اعتراض قرار داده‌است. در آن، فریدمن پیشنهاد می‌کند در حالی که کنترل مستقیم کار برای سرمایه‌دار تحت شرایط خاصی مفید است، می‌توان درجه‌ای از «خودمختاری مسئولانه» را به کارگران عضو اتحادیه یا «اصلی» اعطا کرد. به منظور استفاده از مهارت خود در شرایط کنترل شده همچنین، ریچارد ادواردز در سال ۱۹۷۹ نشان داد اگرچه سلسله مراتب در سازمان‌ها ثابت مانده‌است ولی برای به دست آوردن علایق، اشکال دیگری از کنترل (مانند کنترل فنی از طریق نظارت بر ایمیل، نظارت بر تماس ، کنترل بروکراتیک از طریق مراحل مرخصی، بیماری و غیره) اضافه شده‌است. طبقه سرمایه‌دار در برابر کارگران. دانکن گالی نشان داده‌است آگاهی از پرسش مهارت از منظر طبقه اجتماعی چقدر مهم است. در مطالعه خود، اکثر کارگران غیردستی، میانی و ماهر باورمند بودند کار آنها نیاز به مهارت بالاتری دارد ولی اکثر کارگران دستی احساس می‌کردند مسئولیت و مهارت مورد نیاز در کار آنها یا ثابت مانده یا رد شده‌است این بدان معناست که ادعاهای براورمن نمی‌تواند برای همه طبقات اجتماعی اعمال شود.
این تصور که نوع خاصی از کارگران فناوری در معرض شکل تجربیات خود قرار گرفته بودند، در یک مطالعه کلاسیک توسط رابرت بلونر به شدت مورد بحث قرار گرفت. او استدلال کرد در برخی از کارها بیشتر از انواع دیگر به دلیل تکنولوژی‌های مختلف، کارگران ازخودبیگانه می‌شوند. بیگانگی، نزد بلونر، دارای چهار بٌعد است: ناتوانی، بی معنا بودن، انزوا و ازخودبیگانگی. افراد وقتی نمی‌توانند اعمال یا شرایط کاری خود را کنترل کنند، ناتوان هستند. کار زمانی بی‌معنا می‌شود که به کارکنان احساس ارزش و علاقه کمی بدهد یا اصلاً حس نکند. وقتی کارگران نمی‌توانند با محل کار خود هویت پیدا کنند، کار منزوی می‌شود و کار زمانی خودبیگانه می‌شود که در سطح ذهنی، کارگر هیچ حس دخالتی در کار را نداشته باشد.

## نقد و بررسی
با این حال، ادعاهای بلونر نمی‌تواند تشخیص دهد که همان فناوری را می‌توان به طرق مختلف تجربه کرد. مطالعات نشان داده‌است تفاوت‌های فرهنگی در رابطه با روابط مدیریت - اتحادیه، سطوح کنترل سلسله مراتبی و سیاست‌های پاداش و ارزیابی عملکرد به این معناست که تجربه یک نوع کار می‌تواند بین کشورها و شرکت‌ها به‌طور قابل توجهی متفاوت باشد. شخصی‌سازی کار و نیاز کارگران به مهارت‌های انعطاف پذیرتر برای پاسخ به تغییرات تکنولوژیکی به این معناست که توصیف بلونر از تجربه کار دیگر معتبر نیست. علاوه بر این، امروزه کارگران ممکن است در گروه‌هایی کار کنند تا احساس بیگانگی کارگران را کاهش دهند زیرا آنها در کل فرایند دخیل هستند، نه فقط بخش کوچکی از آن. در نتیجه، فن آوری‌های خودکار و سیستم‌های کامپیوتری کار معمولاً رضایت شغلی کارکنان و استقرار مهارت در مشاغل با حقوق بهتر، امنیت در بخش خصوصی و دولتی را افزایش داده‌است ولی، در کارهای دستی غیرماهرانه، آنها نارضایتی شغلی را به خصوص برای بسیاری از زنان درگیر در این نوع کارها تداوم بخشیده‌اند.

## همچنین ببینید
- جامعه‌شناسی اقتصادی
- روان‌شناسی صنعتی و سازمانی